# Лубенский финансово-экономический колледж

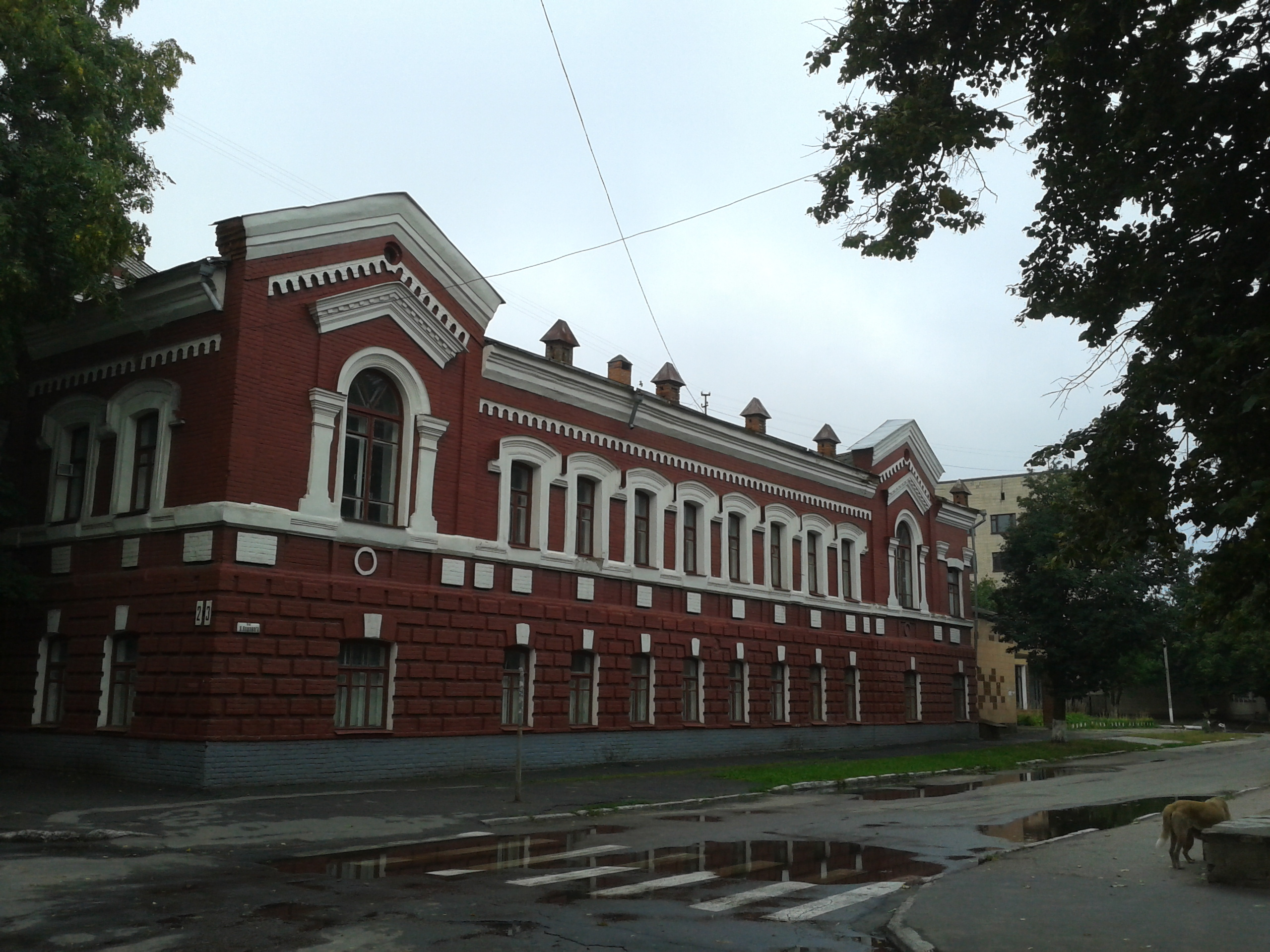
Лубенский финансово-экономический колледж (3 августа 2013)

Лубенский финансово-экономический колледж Полтавской государственной аграрной академии (укр. Лубенський фінансово-економічний коледж Полтавської державної аграрної академії) — высшее учебное заведение в городе Лубны Полтавской области.

## История
Лубенский сельскохозяйственный техникум бухгалтерского учёта был открыт в Лубнах в сентябре 1944 года.
После провозглашения независимости Украины техникум был передан в ведение министерства сельского хозяйства и продовольствия Украины.
В марте 1995 года Верховная Рада Украины внесла техникум в перечень предприятий, учреждений и организаций, приватизация которых запрещена в связи с их общегосударственным значением.
В 1997 году Лубенский сельскохозяйственный техникум бухгалтерского учёта был преобразован в Лубенский техникум Полтавского государственного сельскохозяйственного института.
Поскольку 21 июля 2001 года Полтавский сельскохозяйственный институт был реорганизован в Полтавскую государственную аграрную академию, в наименование учебного заведения были внесены соответствующие изменения.
В 2005 году техникум был реорганизован в Лубенский финансово-экономический колледж.
В декабре 2014 года Верховная Рада Украины приняла решение о переводе ряда образовательных учреждений страны (в том числе, Лубенского финансово-экономического колледжа) на финансирование из местных бюджетов.

## Современное состояние
Колледж является высшим учебным заведением I—II уровня аккредитации, который осуществляет подготовку специалистов по восьми специальностям.
В составе колледжа — общежитие на 250 мест, столовая на 130 мест и библиотека с читальным залом на 80 мест.

## Дополнительная информация
Колледж размещён в двухэтажном кирпичном здании XIX века, в котором изначально находилась Александровская женская гимназия, а в 1920е — 1930е годы — Лубенская городская средняя школа № 1. После начала Великой Отечественной войны в школе был размещён эвакуированный из Житомира эвакогоспиталь. В период немецкой оккупации (1941—1943) школа была закрыта, а при отступлении немецких войск здание было сожжено. После окончания войны здание было отстроено и передано техникуму.